# Wergelandsparken
58°08′48″N 007°59′44″Ø / 58.14667°N 7.99556°Ø
Wergelandsparken er et parkanlæg i centrum af Kristiansand. Parken ligger ved Øvre torv og blev anlagt af Oscar Wergeland i årene 1859-1860. 
Fra 1866 havde parken en fontæne i centrum, men denne blev i 1908 flyttet til fordel for en statue af Oscars bror, digteren Henrik, udformet af Gustav Vigeland. Skulpturen, en gave fra Henrik Wergelands fødeby, blev rejst i forbindelse med 100-års jubilæet for hans fødsel. Motivet for Vigelands udformning af Wergeland skal have været nogle linjer fra digtet Mig Selv
Herlige Aftenstjerne! Jeg blotter mit Hoved.
Som et Krystalbad nedfalder din Glands derpaa.
I dag forbindes  parken først og fremmest med Henrik Wergeland, men det er hans bror som er ophav til navnet.
I de senere år har en sponsorgruppering sørget for at parken er ændret  fra forfald til en velholdt oase i byens centrum. Det lykkedes sponsorgruppen at indsamle en million kroner til blomster og belysning i parken. Om foråret er der 8.500 løgblomster som udskiftes  med 7.770 sommerblomster i juni, og parken fremstår med parkvæsenets hjælp som noget af en juvel i byen og har friluftsscene ud mod  Øvre torv.
Flere af byens ældre og vigtige bygninger som Latinskolen (1736/1855), Rådhuset (1864), Domkirken (1885), Brandvagten (1894) og Håndværkerforeningens bygning med restaurant Vindmøllen (1917) omkranser parken og torvet.